# Evangelische Kirche (Eudorf)

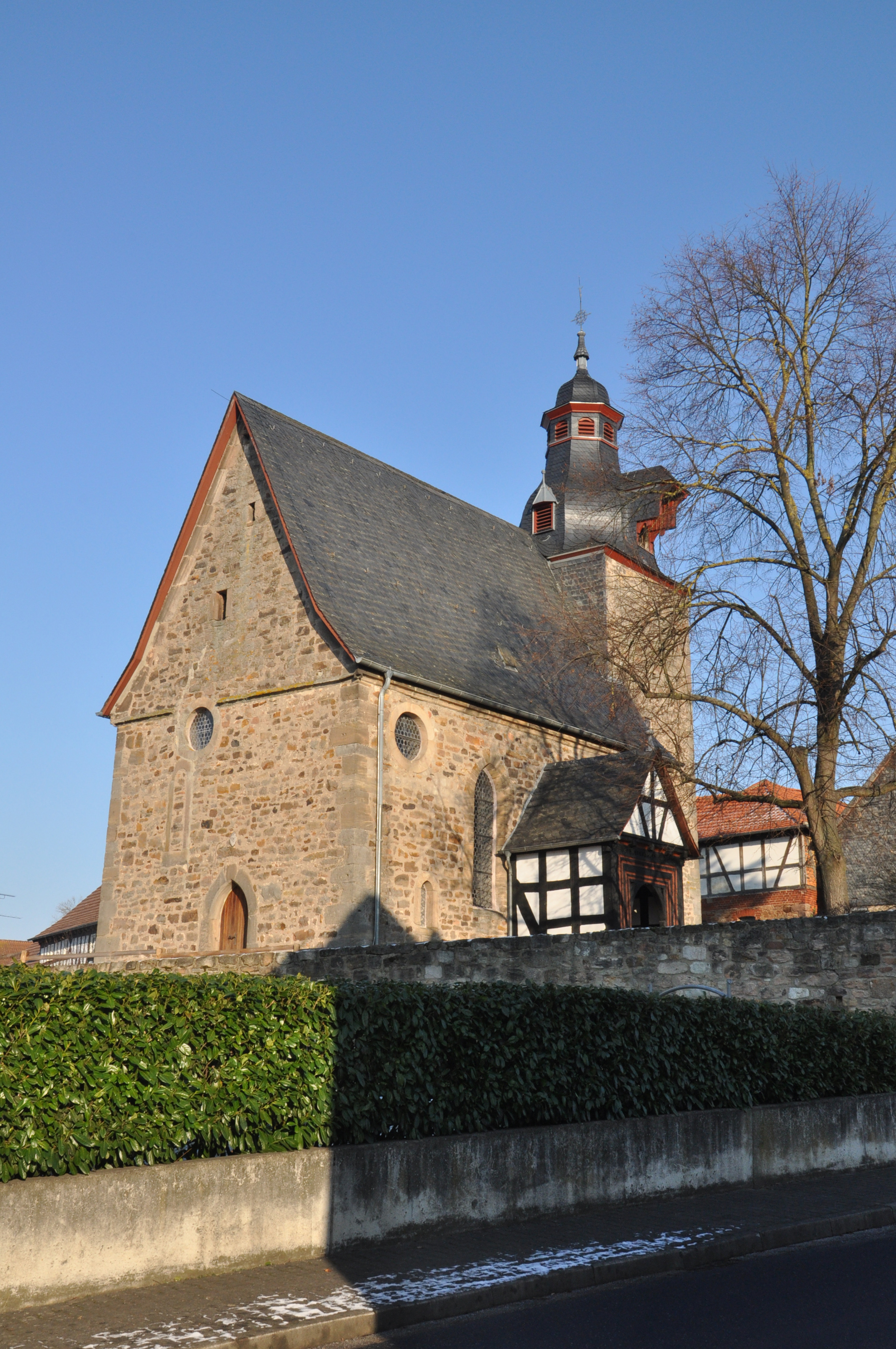
Evangelische Kirche Eudorf

Die Evangelische Kirche Eudorf ist ein denkmalgeschütztes Kirchengebäude in Eudorf, einem Ortsteil der Gemeinde Alsfeld im Vogelsbergkreis (Hessen). Die Kirchengemeinde gehört zum Dekanat Vogelsberg in der Propstei Oberhessen der Evangelischen Kirche in Hessen und Nassau.

## Beschreibung
Die Chorturmkirche aus Bruchsteinen wurde zu spätromanischer Zeit im 13. Jahrhundert gebaut und zu spätgotischer Zeit baulich überarbeitet. Im frühen 17. Jahrhundert wurde nach Süden ein Anbau an das mit einem Satteldach bedeckte Langhaus in Holzfachwerk errichtet, hinter dessen Portal sich das Vestibül befindet. An den massiven Kirchturm wurde die Sakristei im Norden aus Holzfachwerk aufgestockt. Die Haube des Turms hat vier Dachgauben, die nach Süden diente als Lastenaufzug. Im Innenraum steht ein spätgotisches Sakramentshaus. Die Brüstungen der zweigeschossigen Emporen wurden 1773 bemalt. Die Kanzel wurde Ende des 17. Jahrhunderts gebaut.